# Holopelus
Holopelus Simon, 1886 è un genere di ragni appartenente alla famiglia Thomisidae.

## Distribuzione
Le sette specie note di questo genere sono diffuse nell'Africa subsahariana, Asia sudorientale, e Asia meridionale: la specie dall'areale più vasto è la H. albibarbis rinvenuta in alcune località del Sudafrica e dell'isola di Bioko

## Tassonomia
Non sono stati esaminati esemplari di questo genere dal 1989.
A giugno 2014, si compone di sette specie:
- Holopelus albibarbis Simon, 1895 — Sudafrica, Isola di Bioko (Golfo di Guinea)
- Holopelus almiae Dippenaar-Schoeman, 1986 — Sudafrica
- Holopelus bufoninus Simon, 1886[2] — Sumatra
- Holopelus crassiceps (Strand, 1913) — Africa centrale
- Holopelus irroratus (Thorell, 1899) — Camerun
- Holopelus malati Simon, 1895 — India
- Holopelus piger O.P.-Cambridge, 1899 — Sri Lanka